# Festival Internacional de Cine de San Sebastián 1968
La 16.ª edición del Festival Internacional de Cine de San Sebastián tuvo lugar entre el 6 y el 16 de julio de 1968. En esta edición continuaba teniendo la categoría A de la FIAPF como festival competitivo no especializado.

## Desarrollo
El Festival fue inaugurado el 6 de julio en el Palacio San Telmo por el director del festival Miguel de Echarri Gamundi, con la presencia del Premio Nobel de Literatura Miguel Ángel Asturias Rosales, miembro del jurado oficial, el secretario general de cultura popular y espectáculos Carlos Robles Piquer y el alcalde de San Sebastián  José Manuel Elósegui Lizariturry, y fue proyectada For Love of Ivy de Daniel Mann, con la presencia de Sidney Poitier, Graciela Borges y Leonardo Favio, y los españoles Mónica Randall, Emilio Gutiérrez Caba, Mikaela, Mary Santpere, Manuel Galiana. Al día siguiente, se proyectó Babíe tsarstvo de Aleksei Saltíkov y el día 9 la sueca Hugo och Josefin y Professor Columbus. El día 10 se proyectaron Pendiente y caída de un cándido mirón y El dependiente, que fueron mal acogidas por la crítica, y dos cortometrajes. El día 11 se proyectaron el documental calidoscópico Ama Lur y No somos de piedra, con acogida discreta. También visitaron el festival Ernest Borgnine, Claudine Auger, Ingrid Garbo y Dyanik Zurakowska. El día 12 se proyectaron Il marito è mio e l'ammazzo quando mi pare, que tampoco recibió buenas críticas. Si recibieron buenas críticas las exhibidas el día 13, Dita Saxová y La leyenda de Lylah Clare El día 14 fueron proyectadas Nyar a hegyen y Te quiero, te quiero, y se le hizo un homenaje al crítico José Luis Martínez Redondo. El día 15 fueron proyectadas The Strange Affair y La ragazza con la pistola, y el día 16 las dos últimas, 24 horas en la vida de una mujer y Romeo and Juliet.

## Jurados
Jurado Oficial
- Miguel Ángel Asturias Rosales
- Horst Axtmann
- Rafael Gil Álvarez
- János Herskó
- Miguel Pérez Ferrero
- Gian Luigi Rondi
- Odile Versois

## Películas

### Programa Oficial
Las 17 películas siguientes fueron presentadas en el programa oficial:
| Título en España                            | Título original                            | Director(es)             | País           |
| ------------------------------------------- | ------------------------------------------ | ------------------------ | -------------- |
| Pendiente y caída de un cándido mirón       | Decline and Fall... of a Birdwatcher       | John Krish               | Gran Bretaña   |
| Dita Saxová                                 | Dita Saxová                                | Antonín Moskalyk         | URSS           |
| El dependiente                              | El dependiente                             | Leonardo Favio           | Argentina      |
| Babíe tsarstvo                              | Babíe tsarstvo                             | Alexey Saltykov          | URSS           |
| Un hombre para Ivy                          | For Love of Ivy                            | Daniel Mann              | Estados Unidos |
| Hugo y Josefina                             | Hugo och Josefin                           | Kjell Grede              | Suecia         |
| El marido es mío y lo mato cuando me parece | Il marito è mio e l'ammazzo quando mi pare | Pasquale Festa Campanile | Italia         |
| Te quiero, te quiero                        | Je t'aime, je t'aime                       | Alain Resnais            | Francia        |
| La ragazza con la pistola                   | La ragazza con la pistola                  | Mario Monicelli          | Italia         |
| No somos de piedra                          | No somos de piedra                         | Manuel Summers           | España         |
| Nyar a hegyen                               | Nyar a hegyen                              | Péter Bacsó              | Hungría        |
| Professor Columbus                          | Professor Columbus                         | Rainer Erler             | RFA            |
| La leyenda de Lylah Clare                   | The Legend of Lylah Clare                  | Robert Aldrich           | Estados Unidos |
| Todo un día para morir                      | The Long Day's Dying                       | Peter Collinson          | Estados Unidos |
| 24 horas en la vida de una mujer            | 24 heures de la vie d'une femme            | Dominique Delouche       | Francia        |

### Fuera de concurso
| Título en España       | Título original    | Director(es)                              | País        |
| ---------------------- | ------------------ | ----------------------------------------- | ----------- |
| Tierra Madre           | Ama Lur            | Néstor Basterretxea y Fernando Larruquert | España      |
| Romeo y Julieta        | Romeo and Juliet   | Franco Zeffirelli                         | Reino Unido |
| La mujer maldita       | Boom               | Joseph Losey                              | Reino Unido |
| Al otro lado de la ley | The Strange Affair | David Greene                              | Reino Unido |

## Palmarés
Ganadores de la Sección oficial del 16º Festival Internacional de Cine de San Sebastián de 1968:
- Concha de Oro a la mejor película: Todo un día para morir de Peter Collinson
- Concha de Plata a la mejor dirección:
  - Dita Saxová, de Antonín Moskalyk
  - Nyar a hegyen, de Péter Bacsó
- Concha de plata a la mejor obra prima: Hugo y Josefina de Kjell Grede
- Concha de Plata a la mejor actriz: Monica Vitti, por La ragazza con la pistola
- Concha de Plata al mejor actor:
  - Sidney Poitier, por Un hombre para Ivy
  - Claude Rich, por Te quiero, te quiero